# Đại học Ritsumeikan
Đại học Ritsumeikan (立命 館 大学 Ritsumeikan Daigaku, âm Hán Việt: Lập Mệnh Quán Đại học; viết tắt là Rits và 立命 Ritsumei) là trường đại học tư ở Kyoto, Nhật Bản, có nguồn gốc từ năm 1869. Với cơ sở Kinugasa (KIC) ở Kyoto và quận Kyoto, trường đại học cũng có vệ tinh được gọi là Biwako-Kusatsu Campus (BKC) và Osaka-Ibaraki Campus (OIC). Lịch sử của Ritsumeikan bắt đầu từ năm 1869 khi một học viện tư nhân cùng tên được thành lập tại Kyoto.
Ngày nay, trường đại học Ritsumeikan được biết đến như một trong bốn trường đại học tư thục hàng đầu của miền Tây Nhật Bản. KAN-KAN-DO-RITS 関 関 同 立 (Đại học Kwansei Gakuin, Đại học Kansai, Đại học Doshisha và Đại học Ritsumeikan) là viết tắt mà nhiều người nhắc đến khi nói về bốn trường đại học tư nhân hàng đầu trong khu vực (20 triệu người)). Đại học Ritsumeikan được coi là một trong những trường đại học tốt của Nhật Bản, và đặc biệt nổi tiếng với chương trình Quan hệ Quốc tế được xếp hạng nhất ở Nhật Bản. Trường có các chương trình trao đổi với các trường trên khắp thế giới, bao gồm Đại học British Columbia, Đại học Melbourne, Đại học Sydney, Đại học Hồng Kông và Cao đẳng King's London. Nhà trường cũng cung cấp một chương trình cử nhân kép và chương trình thạc sĩ kép phối hợp với Đại học Mỹ, và cung cấp một bằng cử nhân kép hợp tác với Đại học British Columbia. Nó có một mạng lưới cựu sinh viên tương đối mạnh ở vùng Kansai và đã tạo ra một số CEO trong các công ty Nhật Bản cũng như các chính trị gia.
Tháng 3 năm 2018, trường Đại học Ritsumeikan đã thành lập văn phòng Đại học Ritsumeikan tại Việt Nam.

## Lịch sử hình thành

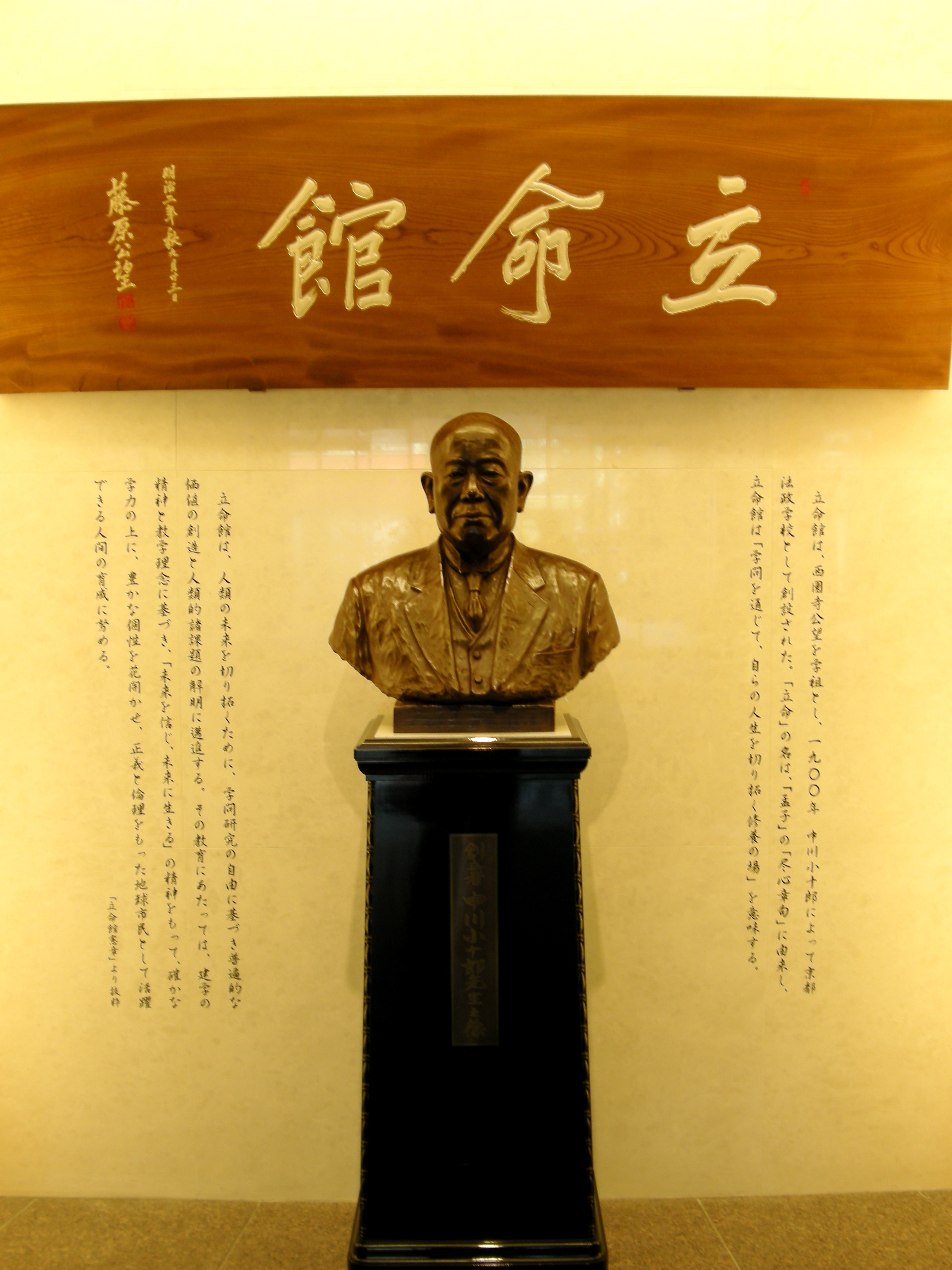
Biển tên trường do Hoàng tử Saionji Kinmochi viết

Năm 1869, Hoàng tử Saionji Kinmochi thành lập Học viện tư nhân "Ritsumeikan" tại Kyoto. Ngày hôm nay, Đại học Ritsumeikan cung cấp một loạt các khóa học nghiên cứu cao cấp tại Kinugasa Campus tại Kyoto và Biwako Kusatsu Campus (BKC) ở Shiga. Năm 2000 đánh dấu kỷ niệm 130 năm thành lập của trường tư thục Ritsumeikan và 100 năm thành lập Đại học Ritsumeikan.
Vào tháng 4 năm 2000, lần thứ 100 kỷ niệm ngày thành lập, Ritsumeikan mở một cơ sở giáo dục quốc tế là trường Đại học Ritsumeikan Châu Á Thái Bình Dương (Ritsumeikan Asia Pacific University) ở quận Oita. Ritsumeikan phát triển thành một tổ chức giáo dục gồm 2 trường đại học, 3 trường trung học phổ thông và 3 trường trung học cơ sở.
Đại học Ritsumeikan và Đại học Quốc gia Úc (ANU) với sự chứng kiến của Thủ tướng Shinzo Abe ký một bản ghi nhớ về việc liên kết/ hợp tác. Dựa vào bản ghi nhớ này, Đại học Quốc gia Úc (ANU) có trụ sở tại thủ đô Canberra của Úc và Đại học Ritsumeikan đã ký kết hiệp định về văn bằng kép (bằng đại học kép) có thể lấy bằng của cả hai trường đại học khi tốt nghiệp.

## Sơ lược
Số sinh viên của trường là 36,048 người. Trường tập trung 2089 du học sinh đến từ 47 quận khắp Nhật Bản và 68 quốc gia trên thế giới. Đại học Ritsumeikan có 4 campus tại Kyoto, Osaka và Shiga. Tại Đại học Ritsumeikan sinh viên có thể tham gia các giờ học, kỳ thi chỉ bằng tiếng Anh, không cần thiết phải bằng tiếng Nhật.
Đại học Ritsumeikan có 15 khoa đào tạo cử nhân với 22 chuyên ngành nghiên cứu. Đại học này còn có khoảng 2000 du học sinh đến từ 68 quốc gia. Trường cũng đã ký kết hiệp định với 65 quốc gia/ vùng lãnh thổ trên thế giới và hơn 440 trường Đại học/ cơ quan nghiên cứu. Năm 2014, "Dự án hỗ trợ sáng tạo Đại học Super Global (Dự án Đại học Toàn cầu SGU)" đã được Bộ Giáo dục, Văn hóa, Thể thao, Khoa học và Công nghệ Nhật Bản thông qua.
Hiện nay, trường đang tổ chức 5 khóa học bằng tiếng Anh:.
- Khoa giáo dục đại cương toàn cầu
- Khoa quan hệ quốc tế, ngành nghiên cứu toàn cầu
- Khoa khoa học chính sách, ngành nghiên cứu chính sách cộng đồng và khu vực
- Khoa khoa học thông tin và kỹ thuật, ngành khoa học hệ thống thông tin và kỹ thuật
- Khoa quan hệ quốc tế, chương trình bằng kép với đại học american (american university)

## Chương trình đại học

### Kyoto - Kinugasa Campus

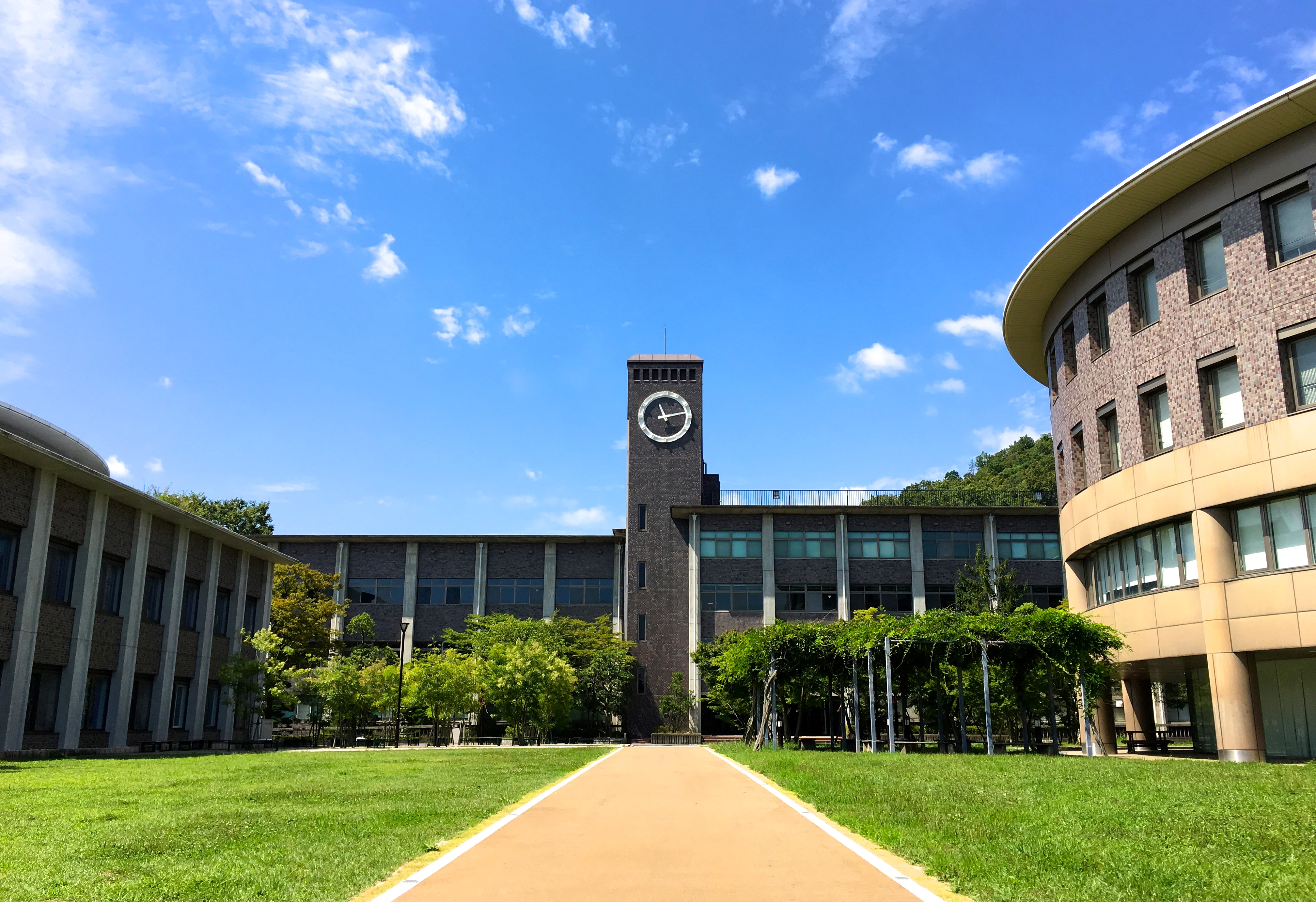
Tòa nhà Zonshinkan trong Kinugasa Campus.

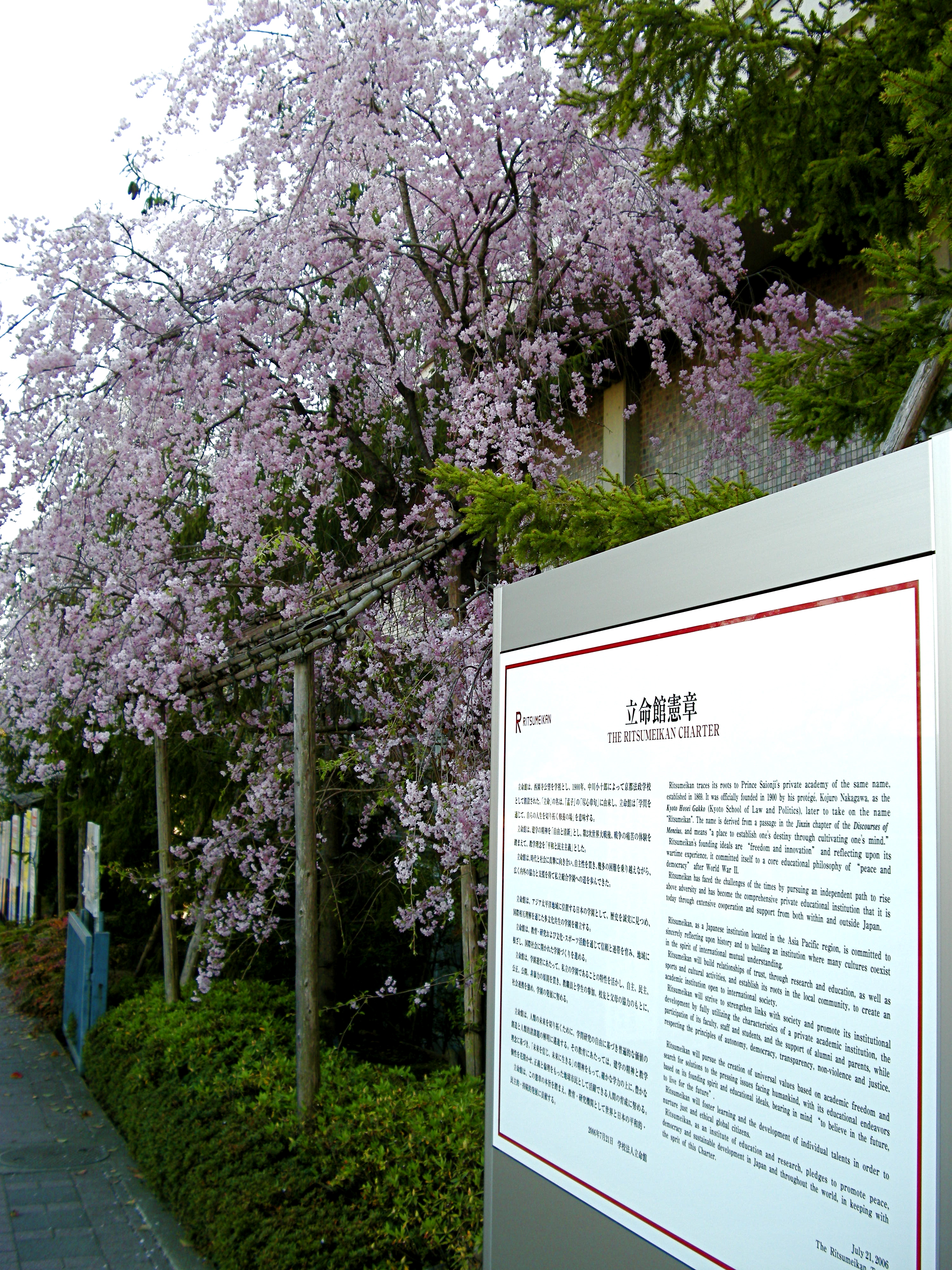
The Ritsumeikan Charter

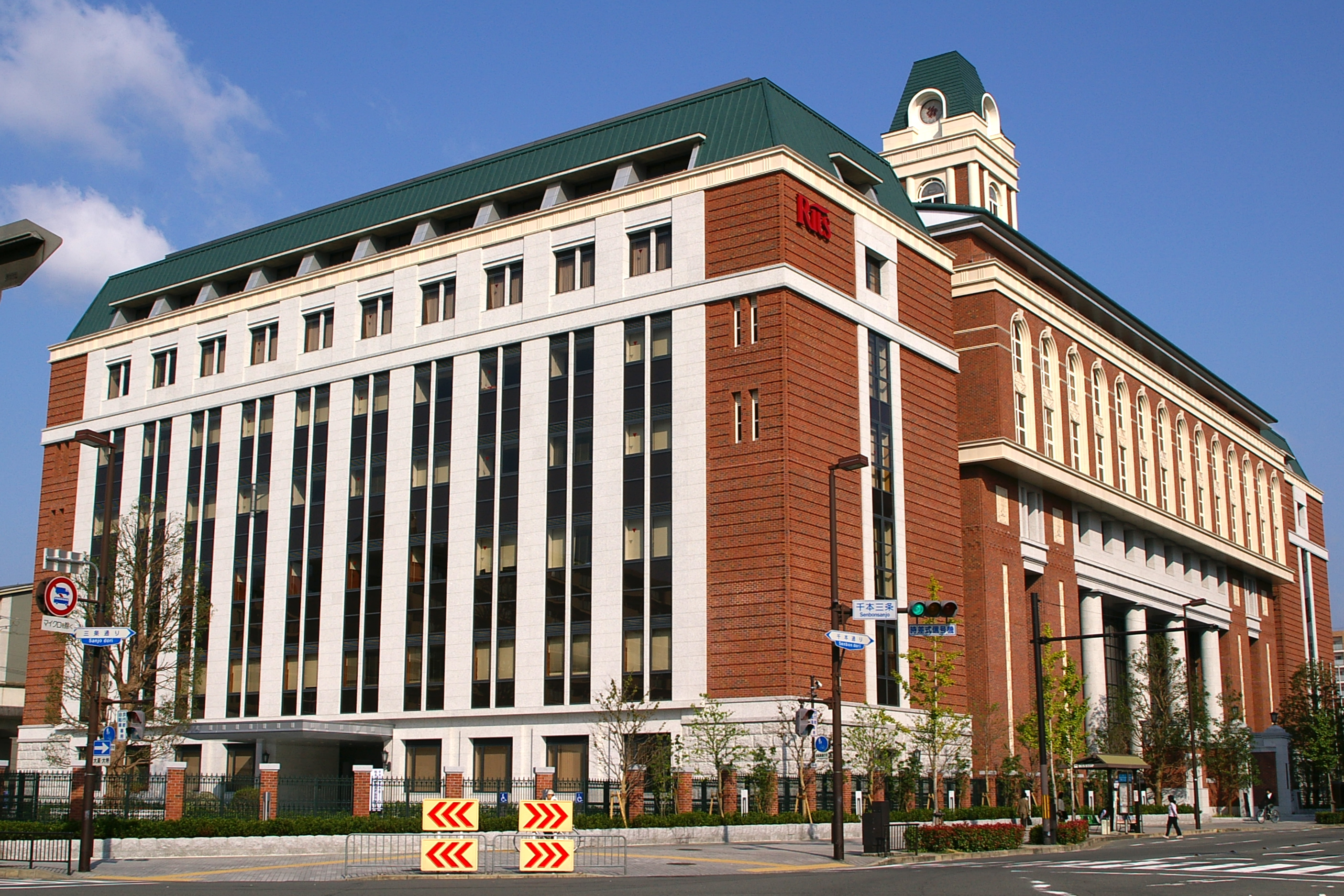
Tòa nhà Nakagawa Kaikan trong Suzaku Campus

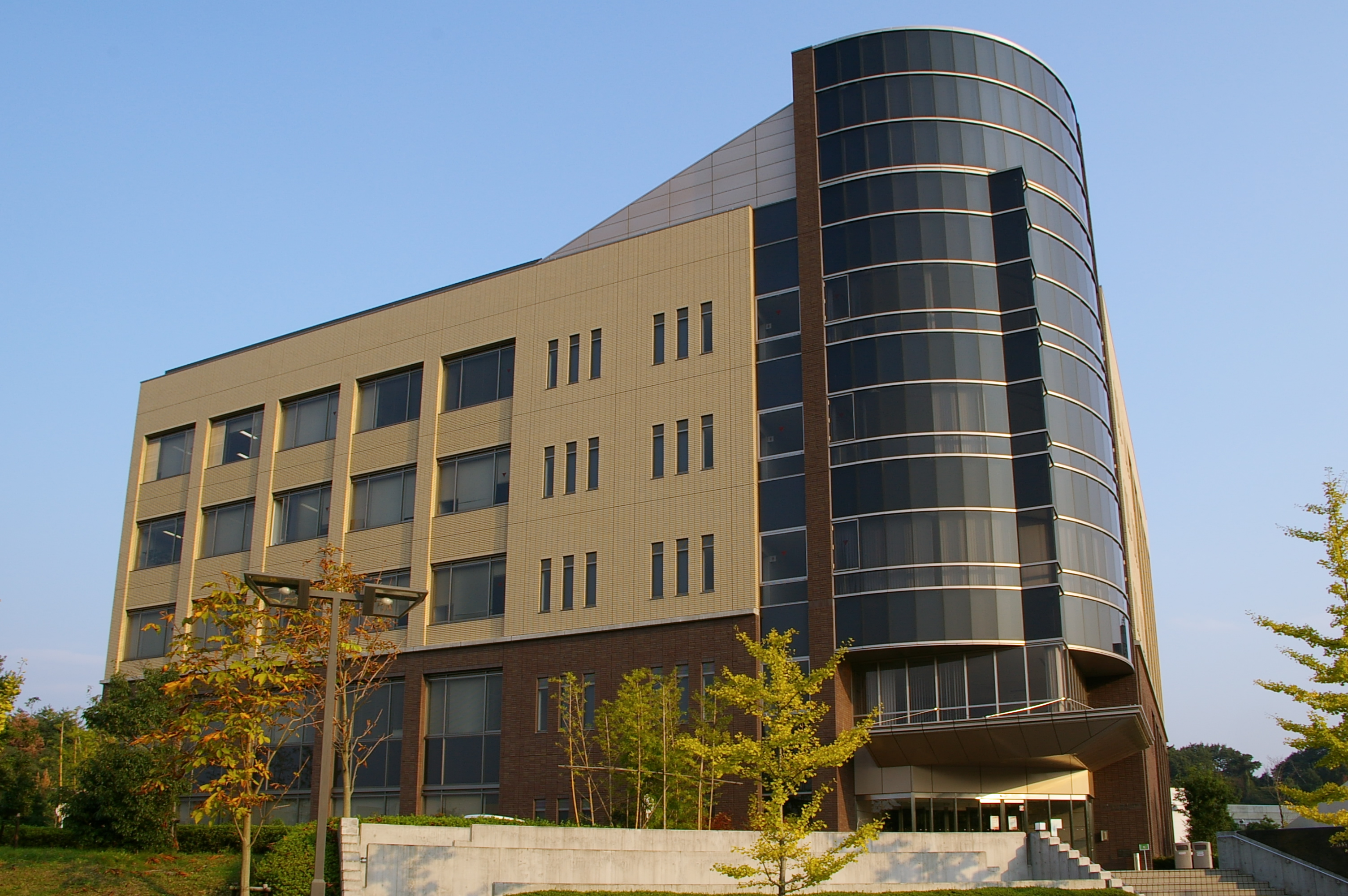
Rohm Plaza trong Biwako Kusatsu Campus

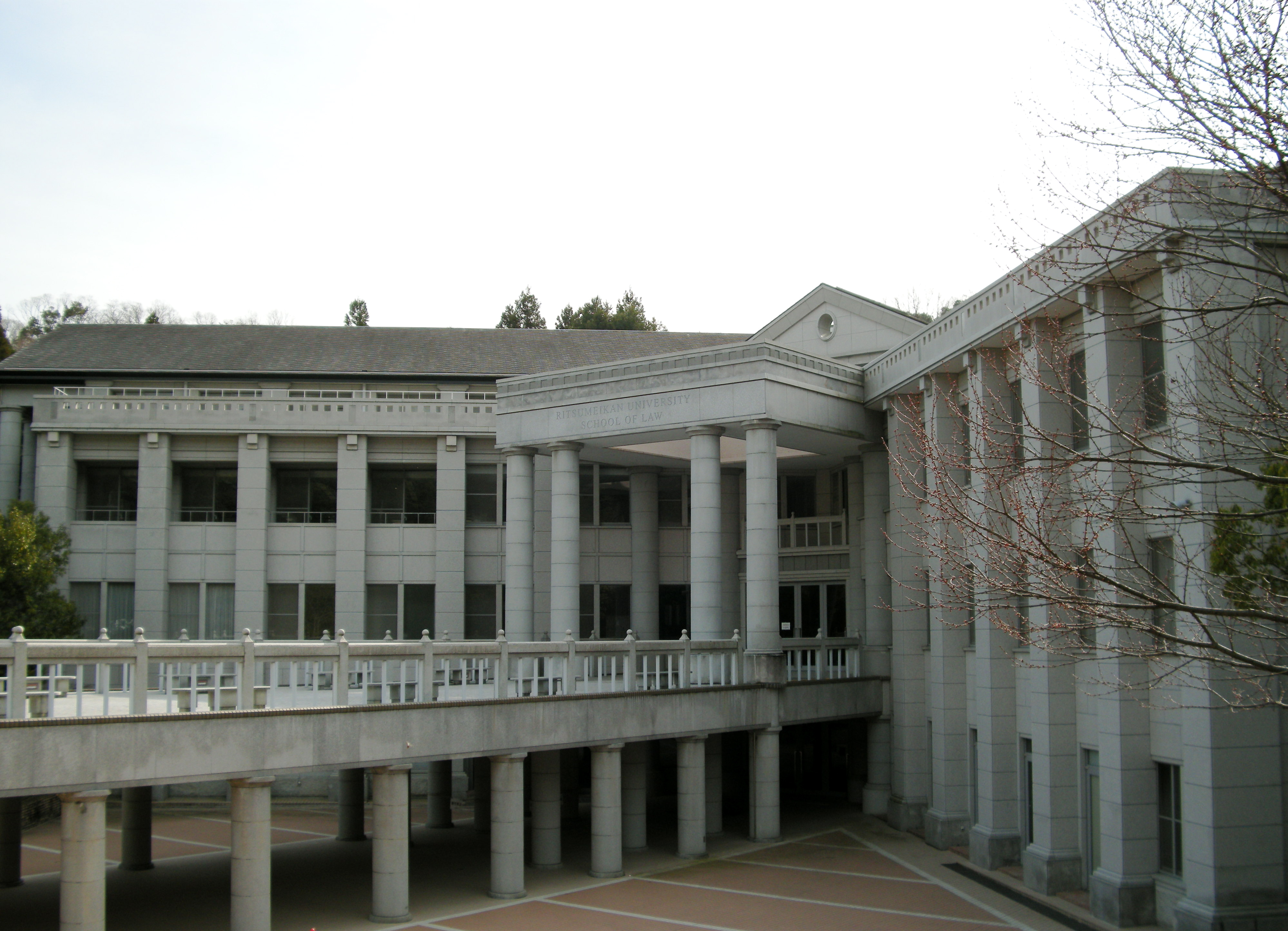
Saionji Memorial Hall (Kinugasa Campus, Kyoto, Nhật Bản)

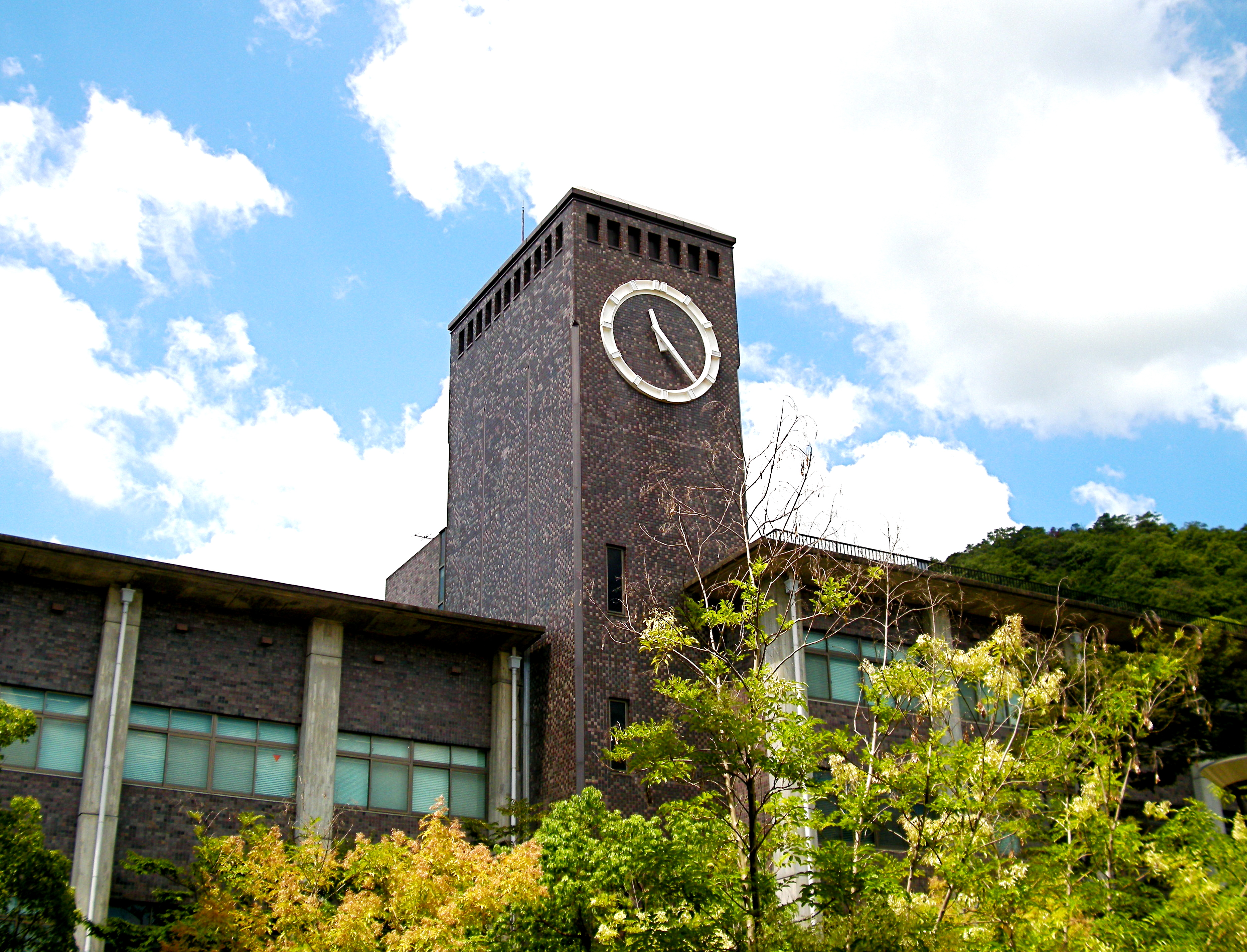
Zonshinkan Hall (Kinugasa Campus, Kyoto, Nhật Bản)

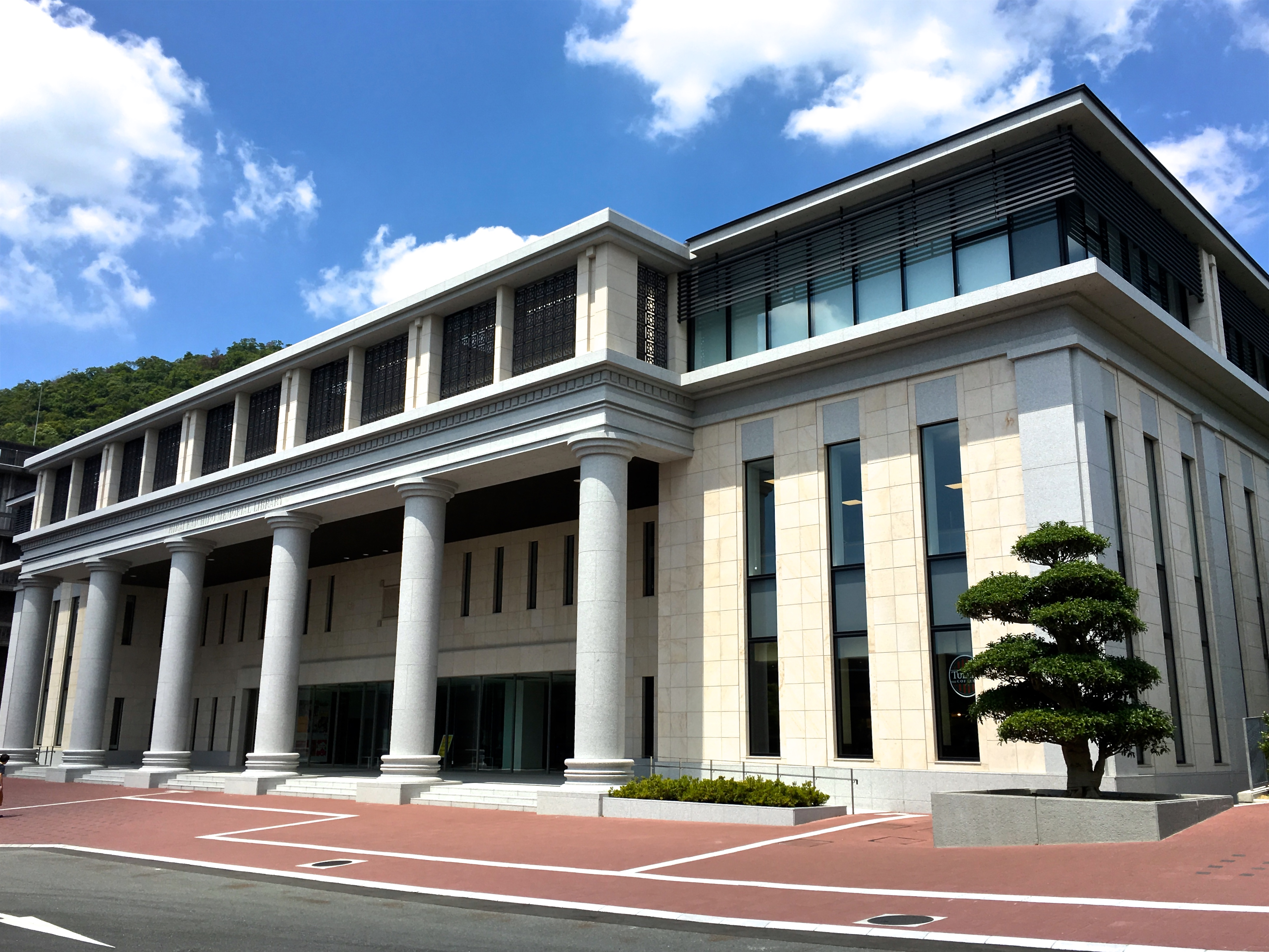
Thư viện Hirai Kaichiro

Khuôn viên trường có tám trường đại học, 17.000 sinh viên đại học và 1.100 sinh viên sau đại học
- Khoa Luật
- Khoa Xã hội công nghiệp
- Khoa Quan hệ quốc tế
- Khoa Văn học
- Khoa Điện ảnh

### Osaka - Osaka Ibaraki Campus (OIC)
- Khoa Quản trị kinh doanh
- Khoa Khoa học chính sách
- Khoa Tâm lý tổng hợp
- Khoa Giáo dục đại cương toàn cầu

### Shiga | Biwako Kusatsu Campus (BKC)
- Khoa Kinh tế
- Khoa Sức khỏe thể thao
- Khoa Quản lý thực phẩm
- Khoa Khoa học và Công nghệ
- Khoa Khoa học thông tin và Kỹ thuật
- Khoa Khoa học đời sống
- Khoa dược

## Chương trình sau đại học

### Kyoto - Kinugasa Campus
- Ngành Luật
- Ngành Xã hội học
- Ngành Quan hệ quốc tế
- Ngành Văn học
- Ngành Điện ảnh
- Ngành Thông tin giáo dục ngôn ngữ
- Ngành Kỹ thuật tổng hợp tiên tiến
- Ngành Khoa học nhân văn ứng dụng

### Osaka - Osaka Ibaraki Campus (OIC)
- Ngành Kinh doanh
- Ngành Khoa học chính sách
- Ngành Quản lý công nghệ
- Ngành Khoa học nhân văn
- Ngành Công vụ

### Shiga - Biwako Kusatsu Campus (BKC)
- Ngành Kinh tế
- Ngành Sức khỏe thể thao
- Ngành Khoa học và công nghệ
- Ngành Khoa học và Kỹ thuật thông tin
- Ngành Khoa học đời sống
- Ngành Dược

### Kyoto - Suzaku Campus
- Ngành Quản trị kinh doanh
- Ngành Luật
- Ngành Giảng dạy